# Unruhen im Iran im Juni 1963

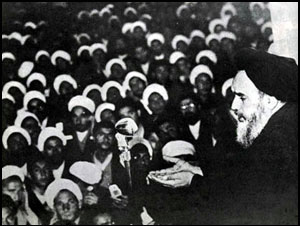
Chomeinis Rede am 15. Chordad 1342 (5. Juni 1963), die die Unruhen auslöste

Im Juni 1963 kam es im Iran zu Unruhen. Im Laufe der politischen Auseinandersetzungen wurde am 5. Juni 1963 (nach iranischem Kalender: 15. Chordad 1342) der Hodschatoleslam Ruhollah Chomeini verhaftet und der Ausnahmezustand verhängt. Dieser Tag wurde von Chomeini und seinen Anhängern als Beginn der Islamischen Revolution gesehen und ist heute ein Gedenktag im Iran.
Die Unruhen konzentrierten sich zunächst auf die Städte Teheran und Ghom und wurden von Geistlichen und Kaufleuten des Basars angeführt. Der Protest, der sich später auf weitere Städte ausweitete, war zunächst gegen die Regierung von Premierminister Asadollah Alam und später gegen Schah Mohammad Reza Pahlavi gerichtet. Er mündete in landesweiten gewalttätigen Auseinandersetzungen zwischen den Sicherheitsorganen und den Demonstranten. Mit den von der Nehzat-e Azadi (Iranische Freiheitsbewegung) um Mehdi Bāzargān und Ajatollah Mahmud Taleghani, einem Mitglied des Parteienbündnisses der Nationalen Front, unterstützten Protesten sollte das Reformprogramm der Weißen Revolution von Schah Mohammad Reza Pahlavi, vor allem die Abschaffung des Großgrundbesitzes im Rahmen einer Landreform und die Einführung des Frauenwahlrechts verhindert werden.

## Hintergrund

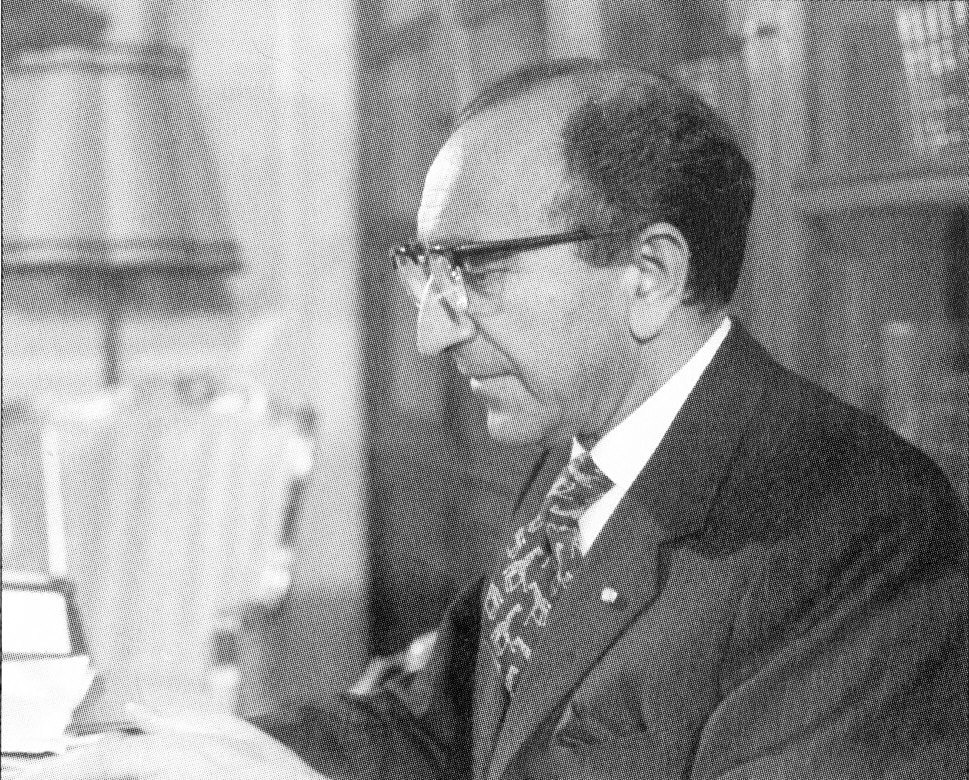
Premierminister Asadollah Alam

Ausgangspunkt war der von Chomeini organisierte Protest gegen die von Schah Mohammad Reza Pahlavi im Iran vorangetriebenen gesellschaftlichen Veränderungen, deren Auswirkungen sich bereits im Laufe des Jahres 1962 abzeichneten. Bis zu diesem Zeitpunkt war Iran nur wenig industrialisiert. Die wirtschaftliche Macht lag in den Händen von Großgrundbesitzern und religiösen Stiftungen. Die aus der Zeit der Kadscharen stammenden Feudalstrukturen waren noch weitgehend intakt. Schah Mohammad Reza Pahlavi hatte sich nach einem Besuch in den USA und ausführlichen Gesprächen mit Präsident John F. Kennedy zum Ziel gesetzt, den Iran durch ein umfassendes Reformprogramm zu modernisieren, die alten Feudalstrukturen abzuschaffen, die religiösen Stiftungen zu entmachten und den Iran zu einem modernen Industriestaat umzugestalten.
Am 19. Juli 1962 ernannte Schah Mohammad Reza Pahlavi Amir Asadollah Alam zum Premierminister. Alam zählte selbst zu den größten Landbesitzern im Iran und sollte als leuchtendes Beispiel vorangehen. Die Weiße Revolution, wie der Vorgänger Alams, Premierminister Ali Amini die Reformen nannte, war mit einer Landreform eingeleitet worden. Das Reformprogramm, das auch die „Revolution von Schah und Volk“ genannt wurde, hatte noch eine weitere Stoßrichtung: Neben der Abschaffung des Großgrundbesitzes sollten die politischen Rechte aller Bürger und hier vor allem die Rechte der Frauen gestärkt werden.
Die Gegner der Reformen, die Großgrundbesitzer und die schiitische Geistlichkeit, fanden schnell zueinander und begannen den Widerstand gegen die Reformvorhaben zu organisieren. Dabei war die Geistlichkeit auf zweifache Weise betroffen: Sie finanzierte sich weitgehend aus den Einnahmen religiöser Stiftungen, die über riesigen Landbesitz verfügten, den sie an Landarbeiter verpachtet hatten. Eine „Enteignung zu Gunsten der Landarbeiter gegen finanzielle Entschädigung“, wie in der weißen Revolution vorgesehen, hätte die langfristige Sicherung ihrer finanziellen Einnahmen beendet. Die Stärkung der politischen Rechte der Iraner, insbesondere eine rechtliche Gleichstellung der Frauen, hätte eine weitere Eliminierung der Scharia-Rechtsprechung, wie sie in den iranischen Zivilgesetzen seit der Rechtsreform von Justizminister Ali-Akbar Davar aus dem Jahr 1928 noch verankert war, bedeutet. Dementsprechend brandmarkte Chomeini die Reformvorhaben von Beginn an als gegen den Islam gerichtet.
Die finanziellen Mittel für den Aufbau einer Widerstandsbewegung kamen aus den Reihen der Großgrundbesitzer und Kaufleute des Basars, die durch die Industrialisierung des Landes ihre Importmonopole bedroht sahen. Politisch unterstützt wurde die Widerstandsbewegung von der Nationalen Front, die sich in der Gegnerschaft zu Schah Mohammad Reza Pahlavi mit den Geistlichen solidarisierte.

### Die Reform des Kommunalwahlrechts von 1962
Der erste Zusammenstoß zwischen der Regierung und der Geistlichkeit ereignete sich bereits am 7. Oktober 1962. Das Kabinett von Premierminister Alam hatte ein Dekret verabschiedet, mit dem das Kommunalwahlrecht demokratischen Standards angepasst werden sollte. Frauen sollten das aktive und passive Wahlrecht erhalten. Ferner sollte das im Iran mit der Konstitutionellen Revolution 1909 eingeführte Klassenwahlrecht, das die Wähler nach ihrer Religionszugehörigkeit in Wahlklassen einteilt, und die Wahl der Abgeordneten nach den von der Verfassung anerkannten Religionsgruppen der Muslime, Christen, Juden und Zoroastrier getrennt vorsieht, auf kommunaler Ebene abgeschafft werden. Mit der Wahlrechtsreform sollte die Kommunalwahl im Iran allgemein, unmittelbar, frei, gleich und geheim sein, und damit vollständig demokratischen Standards entsprechen.
Das Dekret stieß auf erbitterten Widerstand der Geistlichkeit. Zum einen hielt sie es mit den Gesetzen der Scharia für unvereinbar, dass Frauen wählen oder für ein öffentliches Amt gewählt werden durften. Auch der Abschaffung des Klassenwahlrechts widersprach sie. Besonders erbost waren Geistliche über eine Formulierung des neuen Wahlgesetzes, die die Vereidigung der gewählten Stadträte betraf. Die Eidesformel sollte auf „ein heiliges Buch“ geleistet werden. Mit der Abschaffung des Klassenwahlrechts hätten auch die von der schiitischen Geistlichkeit bekämpften Bahai gewählt und auf ihr Kitab-i-Aqdas vereidigt werden können.
Die Ajatollahs Mohammad Reza Golpayegani, Kasem Schariatmadari und Haeri sowie Hodschatoleslam Ruhollah Chomeini beschlossen, sich direkt an den Schah zu wenden, damit er auf die Regierung einwirke, das Dekret zurückzunehmen. Sollte das nicht geschehen, drohten sie ernste Konsequenzen an. Der Schah teilte den Geistlichen mit, dass er ihre Bedenken verstehe und an die Regierung weiterleiten wolle. Diese positive Reaktion des Schahs bestärkte die Geistlichkeit in ihrer Kritik an der Regierung. Chomeini griff nun Premierminister Alam persönlich an: „Wenn sie die Gesetze des Islams, die Verfassung und die Gesetze, die das Parlament beschlossen hat, verletzen, werden sie persönlich zur Verantwortung gezogen werden.“ Diese Aussage kam einer Todesdrohung gleich. Dass dies keine leere Drohung war, sollte sich 1965 bei der Ermordung Premierministers Hassan Ali Mansour zeigen. Nur wenige Tage nach der Rede Chomeinis kam es in der Provinz Fars zu heftigen Auseinandersetzungen mit den Sicherheitsorganen, in deren Verlauf ein Provinzbeamter von Demonstranten getötet wurde.
Am 29. November 1962 lenkte Premierminister Alam ein und erklärte, dass Frauen bei den anstehenden Kommunalwahlen nicht teilnehmen würden. Auch bliebe das Klassenwahlrecht wie bisher erhalten. Die Vereidigung solle wie bisher „auf den Koran, die Bibel, die Tora und die Avesta“ erfolgen. Die Geistlichkeit hatte ihre Forderungen in vollem Umfang durchgesetzt und war mit diesem Sieg mehr als zufrieden.

### Die Weiße Revolution beginnt

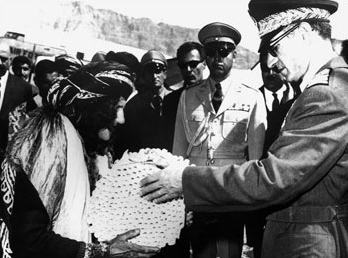
Schah Mohammad Reza Pahlavi bei der Übergabe von Landbesitzurkunden

Im Verlauf des Jahres 1962 hielt Schah Mohammad Reza Pahlavi in allen Provinzen des Landes Reden, in denen er die Prinzipien der Weißen Revolution vorstellte. Seine Vorstellungen über die weitere Entwicklung Irans hatte er zuvor in einem Buch mit dem Titel „Im Dienste meines Landes“ veröffentlicht. In einer Rede in Teheran, die der Schah anlässlich seines Geburtstages am 26. Oktober 1962 hielt, nannte er die Weiße Revolution „eine gesellschaftliche Transformation“, wie sie in der 3000-jährigen Geschichte Irans noch nicht vorgekommen sei: „Mit diesen Reformen sollen allen Bürgern gleiche Rechte zuteilwerden.“ In Maschhad erklärte er: „Diejenigen, die auf den Feldern arbeiten, werden von nun an keine Vasallen mehr sein. Sie werden freie Männer sein, die einen gerechten Lohn für ihre Arbeit erhalten.“
Am 9. Januar 1963 eröffnete der Schah den Nationalkongress der Bauern von Iran und erläuterte vor 4200 Delegierten die sechs Grundprinzipien der Weißen Revolution:
1. Abschaffung des Feudalsystems und Verteilung des Ackerlandes von Großgrundbesitzern an Bauern
2. Verstaatlichung aller Wälder und Weideflächen
3. Privatisierung staatlicher Industrieunternehmen zur Finanzierung der Entschädigungszahlungen an die Großgrundbesitzer
4. Gewinnbeteiligung für Arbeiter und Angestellte von Unternehmen
5. allgemeines aktives und passives Wahlrecht für Frauen
6. Bekämpfung des Analphabetentums durch den Aufbau eines Hilfslehrerkorps (Armee des Wissens).

Der Schah kündigte an, dass es am 26. Januar 1963 eine Volksabstimmung über die Prinzipien der Weißen Revolution geben solle, bei der die Bevölkerung Irans frei über das vom Schah vorgestellte Programm abstimmen könne. Die anwesenden Delegierten stimmten dem Vorschlag von Schah Mohammad Reza Pahlavi eine Volksabstimmung abzuhalten, einstimmig zu. Die Frage der Volksabstimmung war im Kabinett zuvor kontrovers diskutiert worden. Die iranische Verfassung sah keine Volksabstimmung vor und die einzige Volksabstimmung, die es jemals im Iran gegeben hatte, war von Mohammad Mossadegh abgehalten worden, der sich, nachdem er das Parlament aufgelöst hatte, vom Volk des Recht verleihen hat lassen, das Land bis auf weiteres per Dekret zu regieren. Die Volksabstimmung Mossadeghs stellte einen klaren Bruch der Verfassung dar. Aus diesem Grund sollte die Bevölkerung mit der Zustimmung oder Ablehnung des politischen Programms der Weißen Revolution befragt werden. Der rechtliche Rahmen der Weißen Revolution sollte dann später durch Gesetze, die das Parlament zu verabschieden hatte, umgesetzt werden. Auf diese Weise kam es durch die Volksabstimmung zu keiner Entmachtung des Parlaments, sondern zu einem verfassungskonformen Reformverfahren.

### Die Volksabstimmung vom 26. Januar 1963
Am 22. Januar 1963, vier Tage vor der Abstimmung, erklärte Chomeini die Volksabstimmung für illegal und eine Gotteslästerung. Er forderte alle Muslime auf, nicht an der Abstimmung teilzunehmen. Chomeini hatte erkannt, dass der Schah mit dem Mittel der Volksabstimmung das in der Verfassung verankerte Veto von Gesetzen durch ein fünfköpfiges Gremium der Geistlichkeit überstimmen konnte. Volksabstimmungen waren zwar nicht rechtlich bindend, erzeugten aber eine so hohen politischen Druck, dass sich der Mehrheitsmeinung des iranischen Volkes niemand hätte widersetzen können. Folgerichtig organisierten die Anhänger Chomeinis Demonstrationen gegen die Volksabstimmung. Die Kaufleute im Basar in Teheran wurden unter Druck gesetzt, ihre Geschäfte zu schließen. Es kam zu ersten Zusammenstößen zwischen Demonstranten und der Polizei.
Am 23. Januar 1963 erklärte die Regierung, dass es keine Störung der Abstimmung zulassen werde. Am selben Tag waren Bauern nach Teheran gekommen, die zusammen mit Arbeitern der staatlichen Industriebetriebe eine Demonstration für das Reformprogramm des Schahs organisiert hatten. Frauen hatten eine Demonstration organisiert, in der sie die Forderung erhoben, an der Abstimmung teilnehmen zu können. Lehrerinnen und Angestellte von Behörden und Ministerien waren in einen Streik getreten, um ihrer Forderung, bei der Volksabstimmung teilnehmen zu können, Nachdruck zu verleihen.

Am 24. Januar 1963 ging der Schah nach Ghom, wo ein regelrechter Krieg zwischen den Studenten der Religionsschulen und der Polizei ausgebrochen war. In seiner Rede in Ghom griff der Schah Chomeini direkt an, in dem er auf seine Verbindungen zu den Muslimbrüdern anspielt: 

„Wir haben die Trittbrettfahrer in diesem Land, die ihr Leben auf Kosten anderer führen, eliminiert. Ihre Maske haben wir gelüftet. Für mich sind die schwarzen Reaktionäre weit schlimmer als die Roten. … Dieser Gentleman Chomeini, dessen Ideale die Regierung Nasser von Ägypten verkörpern, die für mehr als tausend Millionen Dollar Waffen gekauft hat und uns vorschlagen hat, unsere Streitkräfte aufzulösen. Wir haben aus 15 Millionen Bauern Landbesitzer gemacht, während das Vorbild dieses Herrn der Ägypter Gamal Abdel Nasser ist, der über 15000 politische Gefangene herrscht und weder Wahlen noch ein Parlament zulässt.“

Am Abend des 25. Januar 1963 gab die Regierung bekannt, dass auch Frauen an der Abstimmung teilnehmen könnten. Allerdings würden ihre Stimmen getrennt von denen der Männer in gesonderten Wahlurnen gesammelt.
Die Abstimmung am 26. Januar 1963 verlief weitgehend friedlich. Gegen 11 Uhr wurde im Radio bekanntgegeben, dass die Stimmen der Frauen zwar ausgezählt würden, ihre Stimmen allerdings nicht dem Abstimmungsergebnis hinzugerechnet würden. Bei der Auszählung hatten in Teheran 16.433 und in den Provinzen nahezu 300.000 Frauen ihre Stimme für die Reformen abgegeben. Bei den Männern lautete das Ergebnis 521.000 in Teheran und 5.598.711 Stimmen in den Provinzen für die Reformen. Entgegen allen Befürchtungen konnten die Frauen ihre Stimme ohne Probleme abgeben. Viele gingen zusammen mit ihren Männern zum Stimmlokal. Das Ergebnis der Abstimmung zeigte, dass die Männer ihre Frauen unterstützten und ihrem Recht, an Wahlen teilnehmen zu können, zustimmten.
Als erstes Ergebnis der Volksabstimmung erklärte der Schah am 27. Februar 1963 das aktive und passive Wahlrecht für Frauen für eingeführt. Das Wahlgesetz wurde vom Parlament entsprechend geändert.

### Die Feierlichkeiten zum neuen Jahr
In seiner Neujahrsansprache am 21. März 1963 nahm der Schah ausführlich zum Ergebnis der Volksabstimmung Stellung. Er erklärte, dass die zukünftige Entwicklung des Iran auf sozialer Gerechtigkeit gegründet sei. Der Reichtum des Landes solle allen Bürger zugutekommen. Einkommen aus Arbeit und Kapital sollten gerecht und auf der Grundlage von Gesetzen erfolgen. Jeder Bürger solle ein Mindesteinkommen erhalten, das ihm ein menschenwürdiges Leben sichere.
Chomeini erklärte, dass die Bevölkerung in diesem Jahr keine Freude über den Beginn des neuen Jahres empfinden könne, da die Reformen, die der Schah dem Volk zur Abstimmung vorgelegt habe, gegen den Islam gerichtet seien, und dass die ganze Volksabstimmung ein krimineller Akt gewesen sei. Im Übrigen erklärte er die Abstimmung für gescheitert, da höchstens 2000 Personen daran teilgenommen hätten.

Am 1. April 1963 begab sich der Schah zum Ende der Neujahrfeierlichkeiten als Pilger nach Maschhad. In einer Rede übte er Kritik an Chomeini und der Nationalen Front: 

„Den guten Muslimen des Iran müssen die wahren Intentionen des Korans nahegebracht werden. Sie müssen die Regeln als falsch erkennen, die von einigen Individuen erfunden wurden, um ihre eigenen Taschen zu füllen. … Es gibt zwei Gruppen, die gegen unsere Politik sind: Es sind einmal die schwarze Reaktion und die roten Verräter. Wir haben (durch unsere Reformen) die roten Verräter ihrer Argumente beraubt. Sie haben die Orientierung verloren und wurden sprachlos. Wie Papageien wiederholen sie, was man ihnen beigebracht hat, ohne Bezug auf die realen Entwicklungen zu nehmen.“

## Chronologie der Ereignisse

### 3. Juni – Das Aschura-Fest

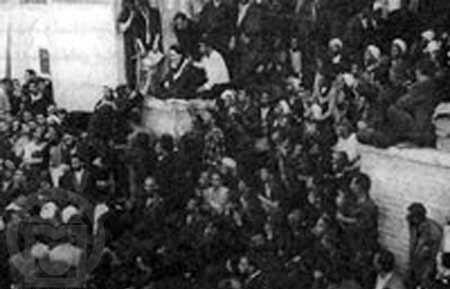
Chomeinis Rede zum Aschura-Fest 1963

Am 3. Juni 1963 griff Chomeini während der Aschura-Feierlichkeiten den Schah in einer Rede in Ghoms Faizieh-Schule persönlich an, indem er eine Rede gegen den Tyrannen unserer Zeit hielt. In dieser Rede stellt Chomeini neben dem Schah erstmals nicht die USA, sondern Israel in den Mittelpunkt seiner Kritik: 

„Diese Regierung ist gegen den Islam gerichtet. Israel ist dagegen, dass im Iran die Gesetze des Korans gelten. Israel ist gegen die erleuchtete Geistlichkeit … Israel benutzt seine Agenten in diesem Land, um den gegen Israel gerichteten Widerstand zu beseitigen … Oh Mr. Schah, oh erhabener Schah, ich gebe Ihnen den guten Rat nachzugeben und (von diesen Reformen) abzulassen. Ich will keine Freudentänze der Bevölkerung sehen, an dem Tag, an dem Sie das Land auf Befehl Eurer Meister verlassen werden, so wie alle jubelten, als Ihr Vater das Land einst verlassen hat.“

### 4. Juni – Demonstranten stürmen Radio Teheran
Am Morgen des 4. Juni 1963 kam es in Teheran zu gut organisierten Demonstrationen mit bis zu 10.000 Teilnehmern, die bald in gewalttätige Angriffe gegen die Polizei umschlugen. Die Demonstranten versuchten das Gebäude von Radio Teheran zu stürmen, was ihnen allerdings nicht gelang. Waffendepots der Armee wurden angegriffen und Polizeistationen geplündert. Autos der Polizei und Feuerwehr wurden in der Stadtmitte von Teheran in Brand gesteckt. Sowohl unter den Polizisten, die versuchten die Demonstranten zu stoppen, als auch unter den Demonstranten gab es Tote.

### 5. Juni – Die Verhaftung Chomeinis

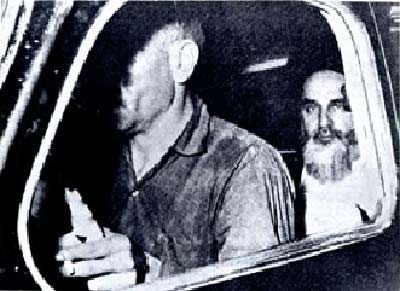
Chomeini auf dem Weg ins Gefängnis

Nach diesen Ereignissen wurde Chomeini am 5. Juni 1963 (15. Chordad) verhaftet. Die Verhaftung fand um 4 Uhr morgens statt. Chomeini wurde aus seinem Haus in Ghom nach Teheran in das Gefängnis des Offiziersclub gebracht. Mostafa Chomeini, der Sohn von Chomeini, hat sofort alle Nachbarn benachrichtigt, dass sein Vater verhaftet worden sei. Er ging zur Masoumeh-Moschee und verkündete über Lautsprecher, dass Chomeini verhaftet worden sei. Zur selben Zeit wie Chomeini wurden Ajatollah Qomi in Maschhad und Ajatollah Mahalati in Schiras verhaftet und nach Teheran gebracht.
Der Polizeichef und Militärgouverneur von Teheran Nematollah Nassiri rief um 5 Uhr morgens General Gholamali Oveisi an, er solle seine Truppen in Bereitschaft halten. Um 9 Uhr morgens hatte die Nachricht, dass Chomeini und einige andere Ajatollahs verhaftet worden waren, den Basar in Teheran erreicht. Mit Fahrrad- und Motorradkurieren wurden die Händler des Basars von den Chomeini-Anhängern darüber informiert, dass sie ihre Geschäfte zu schließen hätten. Wer dem nicht nachkommen wollte, wurde bedroht.
Studenten kamen aus der Universität Teheran auf die Straßen und riefen: „Befreit Chomeini“. Gegen 9 Uhr 30 hatten sich etwa 2000 Personen aus dem Basar auf der Straße zu einem Demonstrationszug gegenüber der Mosche Seyyed Azizollah versammelt. Slogans wie „Tod oder Chomeini“ wurden gerufen.
Teyeb Haj Rezaie vom Gemüsebasar organisierte einen weiteren Demonstrationszug. Die Demonstranten hatten sich mit Stöcken, Messern und eisernen Rohren bewaffnet. Zu den Demonstranten aus dem Basar gesellten sich Bauern aus Varamin, Kan, Jamaran und anderen Dörfern rund um Teheran. Der Zug der Demonstranten zog in die Stadtmitte Richtung Radio Teheran. Die Gebäude der Iran-American Society, Pepsi-Cola und einige Banken, sowie das Justizministerium wurden gestürmt und in Brand gesetzt. Am Weg des Demonstrationszuges liegende Telefonhäuschen und Bänke wurden zertrümmert. Ein besonders Ziel war der Sportclub von Schaban Jafari, der 1953 maßgeblich am Sturz von Mohammad Mossadegh beteiligt war. Der Sportclub wurde in Brand gesteckt.
Eine Gruppe von Demonstranten bewegte sich in Richtung Marmor-Palast, wo sich das Büro von Schah Mohammad Reza Pahlavi befand. Plötzlich wurden Gewehre unter den Demonstranten verteilt und es kam zu ersten Schießereien mit der Polizei. Mit Rufen wie „Entweder Tod oder Chomeini“ – „Nieder mit dem bluttrinkenden Diktator“ machten die Demonstranten klar, dass sie zu allem entschlossen waren und den Sturz des Schahs zum Ziel hatten. Wie schon am Vortag wurden Privatfahrzeuge, Polizeiautos und Feuerwehrautos in Brand gesetzt. Gegenüber dem Radiogebäude kam es zu heftigen Schießereien mit vielen Verwundeten und Toten sowohl auf Seite der Demonstranten als auch der Sicherheitskräfte. Premierminister Alam reagierte prompt. In Teheran wurde der Ausnahmezustand verhängt. Ab 20 Uhr galt eine Ausgangssperre. Premierminister Alam hatte die Armee zu Hilfe gerufen, nachdem er nur noch mit einem gepanzerten Fahrzeug den Regierungssitz hatte verlassen können. Truppen marschierten in den Straßen Teherans auf. Es kam zu weiteren Schusswechseln zwischen den Demonstranten, den Sicherheitskräften und den Soldaten der Armee.
Im Dorf Pishva in Varamin war über Lautsprecher bekanntgegeben worden, dass Chomeini verhaftet worden sei. Die Männer begaben sich zum öffentlichen Bad, wuschen sich, zogen weiße Gewänder als Märtyrer an und begaben sich nach Teheran. Sie waren mit Sicheln, Äxten und Messern bewaffnet. Auf der Brücke nach Bagherabad kamen den Demonstranten Soldaten entgegen, die sie zur Umkehr aufforderten. Die Demonstranten griffen den befehlenden Offizier mit einem Messer an, verwundeten ihn, worauf es zu einem Schusswechsel kam. Das Ergebnis waren einige Verwundete Demonstranten.

### 6. Juni – Weitere Rädelsführer werden verhaftet

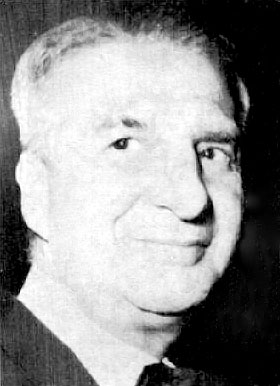
General Hassan Pakravan

In der Nacht vom 5. auf den 6. Juni wurden weitere Geistliche, darunter Ajatollah Mahmud Taleghani, und Kaufleute des Basars, die sich als Anführer der Demonstrationen beteiligt hatten, verhaftet. General Hassan Pakravan, Chef des SAVAK, gab der Presse ein erstes Interview, in dem er einige Mullahs, die sich mit „schmutzigen Elementen aus dem Ausland“ verbündet hätten, als die Schuldigen an den gewalttätigen Auseinandersetzungen benannte.
Am folgenden Tag, dem 6. Juni 1963, erklärte Premierminister Alam in einer Rundfunkansprache, dass die von der Geistlichkeit angezettelten Demonstrationen niedergeschlagen und die Rädelsführer verhaftet worden seien. Er eröffnete der Bevölkerung, dass es sich bei den Demonstrationen nicht um eine spontane Protestbewegung, sondern um einen gezielten Umsturzversuch gehandelt hätte. Der Plan der Demonstranten sei gewesen, in den kommenden Tagen die Wasserversorgung, die Telefonzentrale und die Stromversorgung in Teheran zu unterbrechen und den Sender Radio Teheran zu übernehmen.
Noch während der Ansprache Alams kam es in Teheran zu weiteren Demonstrationen. Die Demonstranten versuchten wiederum die Radiostation in Teheran zu stürmen. Es kam erneut zu Schusswechseln. Auch in Ghom kam es zu weiteren Demonstrationen. Kinos, Geschäfte, Polizeiautos und Busse wurden in Brand gesteckt.

### 7. Juni – Der Rat der Geistlichen tritt zusammen
Am 7. Juni 1963 erklärte Schah Mohammad Reza Pahlavi: „Zahlreichen Demonstranten, die verwundet oder verhaftet worden sind, haben bei der Polizei erklärt: Man hat uns 25 Rial gegeben, damit wir rufen: „Es lebe Chomeini“. Wir werden die Hintergründe dieser Demonstrationen aufdecken und die Verantwortlichen bestrafen.“ Premierminister Alma gab in einer Pressekonferenz bekannt, dass 15 religiöse Führer verhaftet worden seien und vor ein Militärgericht gestellt würden. Alam machte deutlich, dass die Verantwortlichen zur Rechenschaft gezogen würden und dass es gegebenenfalls auch zu Todesurteilen kommen könne. Allen an den Demonstrationen Beteiligten war spätestens jetzt klar geworden, dass der Umsturzversuch gescheitert war und dass die Regierung hart durchgreifen würde. Klar war auch, dass Chomeini als der Hauptverantwortliche der Demonstrationen in Gefahr schwebte, zum Tode verurteilt und hingerichtet zu werden.
In dieser für Chomeini bedrohlichen Situation begab sich Ajatollah Kasem Schariatmadari von Ghom nach Teheran, um die Rettung Chomeinis zu organisieren. Er forderte die Geistlichen von Mashhad und anderer Städte auf, nach Teheran zu kommen und sich für die Freilassung Chomeinis einzusetzen. Noch am selben Tag trafen 50 Geistliche in Teheran ein, darunter auch Najafi Marachi, Hossein Ali Montazeri und Ali Akbar Hāschemi Rafsandschāni. Sie beschlossen, einen Abgesandten zu Schah Mohammad Reza Pahlavi zu senden, um zu klären, wie es um Chomeini bestellt sei. Schah Mohammad Reza Pahlavi versicherte dem Abgesandten Ruholla Kamalvand, dass Chomeini nicht hingerichtet werde, da man keinen Märtyrer aus ihm machen wolle: „Wir werden allerdings der Bevölkerung seinen wahren Charakter offenbaren.“ Schah Mohammad Reza Pahlavi stimmte zu, dass ein Abgesandter der Geistlichkeit Chomeini in der Haft besuchen könne. Wie sich nun schnell herausstellte, war Chomeini bei bester Gesundheit. Die Kaufleute des Basars, die sich seit der Verhaftung Chomeinis im Streik befunden hatten, öffneten wieder ihre Geschäfte und die politische Lage begann sich langsam wieder zu normalisieren.

### 8. Juni – Die Regierungserklärung des Premierministers
Am 8. Juni 1963 gab Premierminister Alam im Parlament eine Regierungserklärung ab, in der er wie schon in den Presseerklärungen in den Tagen zuvor seine harte Haltung gegenüber den Demonstranten vor den Abgeordneten rechtfertigte: „Hätten wir nicht so reagiert, hätten wir in Kauf genommen, dass das Land in die Hände der Mullahs gefallen wäre.“

### 9. Juni – Die Presseerklärung von Mehdi Bazargan

Mehdi Bazargan

Mehdi Bazargan gab eine Presseerklärung heraus, in der die Zahl der Getöteten und Verwundeten auf mehr als 10.000 Personen angab. 

„Ihr moslemische Nation Iran, ihr wisst, dass der Aufstand der hohen Geistlichkeit und anderer Mullahs gegen die Grausamkeit des regierenden Systems und gegen die Diktatur gerichtet war. Auf keinen Fall ist dieser heilige Kampf gegen Reformen gerichtet.“

Wie spätere Untersuchungen nach der Islamischen Revolution ergaben, kamen bei allen Zwischenfällen zwischen Oppositionellen und den Sicherheitskräften von 1963 bis 1979 „nur“ 234 Personen zu Tode. Die genaue Anzahl der Toten des 15. Chordad ist nach wie vor umstritten. Die Angaben schwanken zwischen 20 und 40 Personen. Mit der von Bazargan völlig überhöht angegebenen Zahl der bei den Demonstrationen des 15. Chordad zu Tode gekommenen Personen wurde der Versuch unternommen, die Schuld für die bei den Demonstrationen aufgekommenen Gewalttaten der Regierung zuzuschieben.

### 25. Juni – Chomeini wird in ein Militärgefängnis verlegt
Chomeini wird vom in der Innenstadt Teherans gelegene Gefängnis des Offiziersclub in das außerhalb Teherans gelegene Militärgefängnis von Eshratabad gebracht.

### 20. Juli – Die Mehrzahl der verhafteten Geistlichen wird freigelassen
Am 20. Juli 1963 wurde die Mehrheit der verhafteten Geistlichen, darunter Sadegh Chalchali und Falsafi, sowie einige Kaufleute, die sich an dem Aufstand beteiligt hatten, frei gelassen.

## Kampagne zur Freilassung Chomeinis

### Der Plan des Mozaffar Baqai

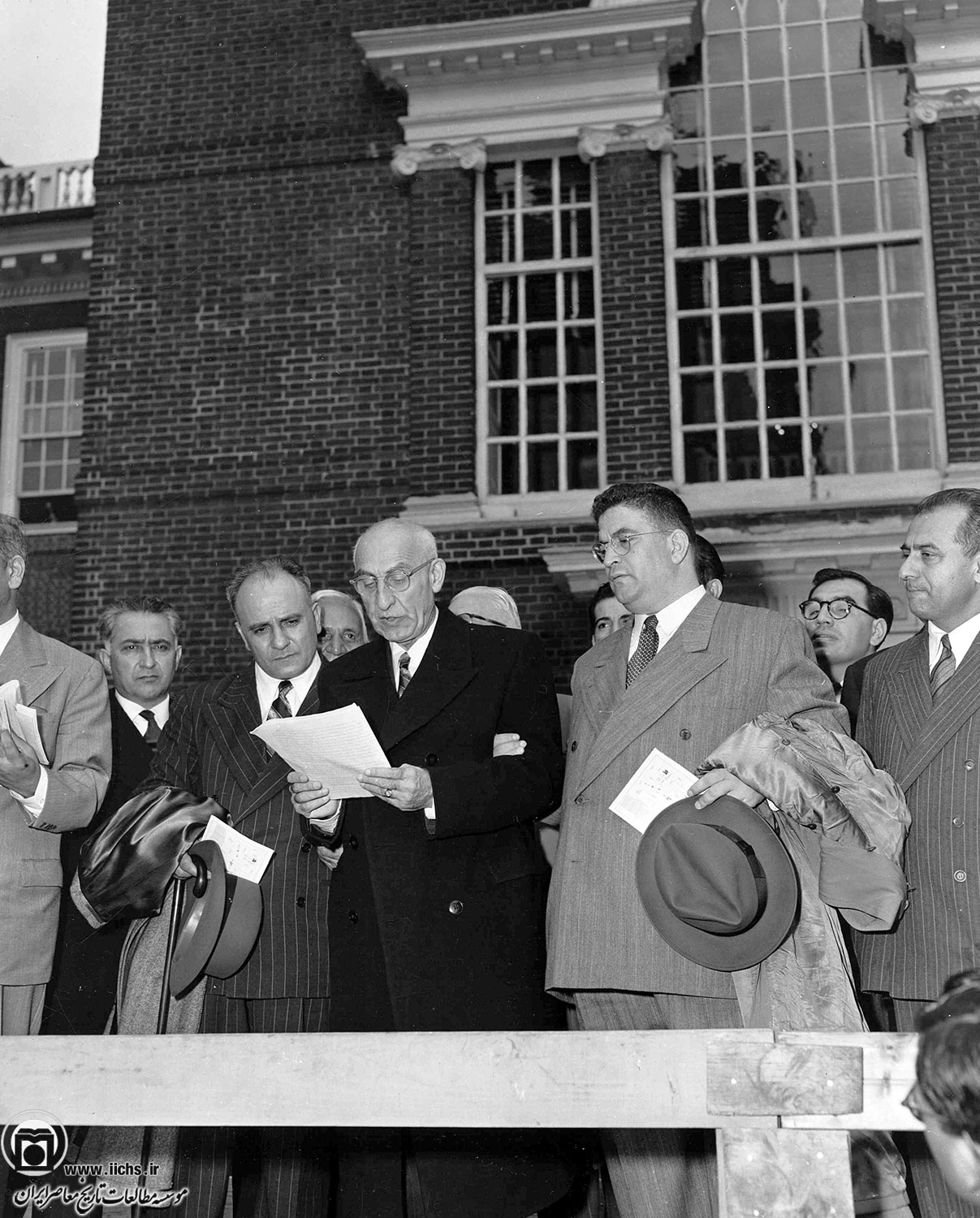
Mozaffar Baqa’i (mit Hut)

Nachdem der Umsturzversuch gescheitert war, galt es nunmehr, den Schaden für die Verantwortlichen zu begrenzen. Wichtigstes Ziel wurde es, Chomeini aus dem Gefängnis frei zu bekommen. Die Familie von Chomeini kontaktierte einen alten Bekannten, Mozaffar Baqai, den Führer der Arbeiterpartei und ehemaligen Minister Mossadeghs. Baqai entwickelte eine Strategie, wie man die Regierung Alam unter Druck setzen und Chomeini frei bekommen könnte. Man müsse aus dem Hodschatoleslam Chomeini nur einen Ajatollah und am besten den obersten Ajatollah, einen Marja, machen, dann wäre er für die Regierung unangreifbar. Baqai war der Überzeugung, dass es die Regierung Alam niemals wagen würde, gegen den höchsten Geistlichen des Landes gerichtlich vorzugehen.

Die Familie Chomeinis scheint mit diesem Vorschlag einverstanden gewesen zu sein, denn Baqai schrieb am 15. Tir 1342 (6. Juli 1963) einen offenen Brief an alle Ajatollahs:

„Das Zentralkomitee der Arbeiterpartei geht davon aus, dass die Regierung von Premierminister Alam die Geistlichkeit nur hinhalten und ruhig stellen möchte, um Chomeini in einem geheimen Gerichtsverfahren verurteilen zu können. Sie will die hohen Geistlichen zwingen, dass sie um Gnade für Chomeini betteln. Die Regierung will, dass die Geistlichkeit akzeptiert, dass Chomeini als Ausgleich für das während des Aufstandes vergossene Blut bestraft werden müsse, und dass er nur durch eine Begnadigung der Hinrichtung entgehen könne. Um diese schwarzen Pläne der Regierung zu neutralisieren, muss Chomeini ohne jedes wenn und aber und frei von jeder Kritik an seinem bisherigen Verhalten zum Marja Taqlid und höchster aller schiitischen Geistlichen des In- und Auslandes bestimmt werden.“

 Diese Forderung Baghais stieß bei den drei höchsten Geistlichen aus Ghom zunächst auf wenig Gegenliebe. Erstens war Chomeini nur Hodschatoleslam, zweitens sollte er nach dem Vorschlag von Baqai nicht nur um einen geistlichen Rang vom Hodschatoleslam zum Ajatollah, sondern auch zum Marja Taqlid und höchsten aller Geistlichen, quasi zum Papst aller Schiiten, gewählt werden. Baqai beschuldigte alle Geistlichen, die gegen seinen Vorschlag waren, Chomeini nur aus persönlichem Neid die Rolle des obersten Führers streitig machen zu wollen.

### Chomeini wird Ajatollah und Marja Taqlid
Baqai kontaktierte nun zahlreiche Ajatollahs und forderte sie auf, Chomeini eine Prüfungsfrage stellen und ihn dann ohne große Diskussion zum Ajatollah zu ernennen. Ajatollah Mohammad Taqi Amoli, der in Teheran wohnte, wurde sofort aktiv und erklärte, dass er Chomeini als Ajatollah und obersten Führer aller Geistlichen anerkenne. Es folgte Ajatollah Mohammad Hadi Milani aus Mashhad am 6. Juli 1963. Einen Tag später, am 7. Juli, waren es Ajatollah Kasem Schariatmadari und Ajatollah Shahab al Din Marashi Najafi, die Chomeini als Ajatollah und obersten Führer anerkannten. Ajatollah Mohammad Reza Golpayegani, der bislang ranghöchste Ajatollah, weigerte sich standhaft, Chomeini als Ajatollah anzuerkennen.
Nachdem eine Fatwa zu Gunsten Chomeinis ergangen war, dass er von nun an Ajatollah und Marja Taqlid sei, ging Baqai einen Schritt weiter. Er bezog sich in einer Veröffentlichung auf § 17 des Pressegesetzes des Irans vom 2. August 1954. Paragraf 17 bezieht sich auf den Tatbestand der Beleidigung des Marja Taqlid: „Wenn in einer Zeitung oder Zeitschrift oder einem anderen Druckerzeugnis ein Artikel oder Text erscheint, in dem der Maja Taqlid beleidigt wird oder über ihn Falschinformationen verbreitet werden oder der Marja Taqlid direkt oder indirekt falsch zitiert wird, sind der Herausgeber und der Verfasser für diese Tat verantwortlich und werden mit Gefängnis zwischen einem bis drei Jahre bestraft. Es handelt sich hierbei um ein Offizialdelikt, das von Amts wegen verfolgt wird.“ Mit dem Hinweis auf § 17 des iranischen Pressegesetzes wollte Baqai ganz offensichtlich verhindern, dass in der Presse Artikel erscheinen, die Chomeini mit den gewalttätigen Demonstrationen des 15. Chordad in Verbindung bringen. In diesem Fall hätten die Artikel als Beleidigung des inzwischen zum Marja Taqlid aufgestiegenen Chomeini ausgelegt werden können und den betreffenden Journalisten hätte eine Haftstrafe gedroht.

### Die Forderung nach politischer Immunität für Chomeini
Am 27. Juli 1963 ließ Ajatollah Shariatmadari die Nachricht verbreiten, dass es ein Gerücht gebe, dass Chomeini ins Exil abgeschoben werden solle. Die Ajatollahs Schariatmadari, Milani und Golpaignai erließen daraufhin eine gemeinsame Fatwa, dass nach Artikel 2 der Ergänzung zur iranischen Verfassung die höchsten Ajatollahs Immunität besäßen und weder verhaftet, noch verurteilt, noch ins Exil abgeschoben werden könnten. Dass Artikel 2 der Ergänzung der iranischen Verfassung sich überhaupt nicht auf die Frage der rechtlichen Verantwortung eines Ajatollahs bezieht, war für die Fatwa offensichtlich ohne Bedeutung. Aus der Vorschrift, dass nach Artikel 2 der Ergänzung zur iranischen Verfassung ein Gremium von Geistlichen jedes Gesetz des Parlaments auf seine Übereinstimmung mit dem Islam überprüfen müsse, leiteten sie ab, dass die Geistlichen über dem Gesetzgeber und damit auch über dem Gesetz stünden. Nach dieser Rechtsbeugung initiierten sie eine Kampagne, die die Bevölkerung davon überzeugen sollte, dass die höchsten Geistlichen weder angeklagt, noch bestraft und schon gar nicht hingerichtet werden könnten. Der Erfolg dieser Kampagne ließ nicht lange auf sich warten, denn die Bevölkerung war bald der Überzeugung, dass es die iranische Verfassung verbieten würde, einen Ajatollah zum Tode zu verurteilen und hinzurichten.

### Chomeini wird aus dem Gefängnis entlassen und unter Hausarrest gestellt
Nachdem Chomeini durch eine Fatwa in seiner neuen Position bestätigt worden war, wurde General Hassan Pakravan aktiv. Er ging nach Rücksprache mit Schah Mohammad Reza Pahlavi am 2. August 1963 nach Eshratabad, um Chomeini im Militärgefängnis aufzusuchen und ihm mitzuteilen, dass er noch am selben Tag in eine Villa in Dawudieh, ein Stadtteil von Teheran, verlegt werde. Am folgenden Tag, erschien in der Teheraner Tagespresse ein Artikel, in dem basierend auf Informationen des SAVAK von einer Vereinbarung mit Chomeini die Rede war, in der er sich verpflichtet hätte, sich nicht mehr in politische Angelegenheiten einzumischen oder gegen Ruhe und Ordnung zu verstoßen. Aus diesem Grund sei Chomeini aus der Haft entlassen worden. Er stünde allerdings in Teheran unter Hausarrest.

Nach der Entlassung Chomeinis in den Hausarrest begannen am 2. August 1963 die Prozesse gegen die noch in Haft befindlichen 18 Personen. Der Prozessbeginn fiel in die Vorbereitungen zu den Wahlen zum 21. Parlament. Die Ajatollahs Schariatmadari, Choi, Milani, Marashi, Najafi erklärten, dass ab 5. Oktober 1963 12 Uhr ein Streik beginnen werde, bis die Verhafteten endlich auf freien Fuß gesetzt würden. Die Wahlen verliefen allerdings ohne Zwischenfälle, so dass das Parlament am 6. Oktober 1963 zu seiner konstituierenden Sitzung zusammentreten konnte. Am darauffolgenden Tag wurden als Geste des guten Willens von der Regierung alle noch unter Hausarrest stehenden Ajatollahs entlassen. Nur Chomeini stand weiter Hausarrest. Ajatollah Schariatmadari war inzwischen nach Ghom zurückgekehrt und hatte den Lehrbetrieb an seiner Religionsschule wieder aufgenommen. Er eröffnete das Studienbetrieb mit einer Rede, in der er anmahnte, dass Chomeini weiter unter Beobachtung stehe, dass er als Marja und oberster Führer juristische Immunität besitze und dass es illegal sei, ihn rechtlich zu belangen oder gar zu verurteilen. 

„Wir setzen uns nicht für unsere persönlichen Interessen ein. Vielmehr wollen wir, dass die Gesetze des Islam im Iran zur Anwendung kommen, und dass kein Gesetz im Iran offiziell verabschiedet wird, das gegen den Islam verstößt.“

### Die Urteile gegen die übrigen Verhafteten

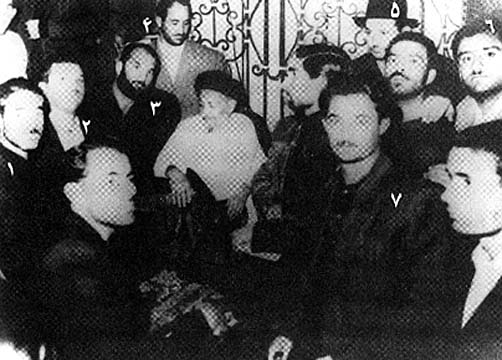
(5) Teyyeb Haj Rezaie (mit Hut)

Die Prozesse gegen die übrigen Verhafteten endeten am 2. November 1963 mit Todesurteilen für Teyyeb Haj Rezaie und seinen Bruder Haj Ismael Rezaie. Alle übrigen, darunter Mehdi Bazargan und Ajatollah Mahmud Taleghani, erhielten Gefängnisstrafen.
In den folgenden Monaten forderte die Geistlichkeit weiter die Freilassung Chomeinis. Drei der aktivsten Anhänger Chomeinis, die Mullahs Ahmad Khosroshahi, Mohammad Ali Razi Tabatbai, Mehdi Darwazei wurden am 3. Dezember 1963 verhaftet und nach Teheran gebracht. Mehrere namhafte Geistliche wandten sich in einer Erklärung gegen diese Verhaftungen.

### Premierminister Alam tritt zurück

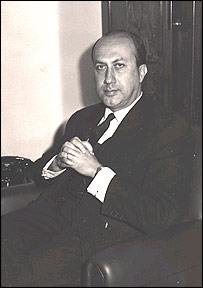
Hasan Ali Mansour – Premierminister des Iran, 1964

Die politische Lage blieb bis zum Rücktritt Asadollah Alam am 7. März 1964 weiter angespannt. Der politische Druck, der mit den Ereignissen des 5. Juni 1963 begonnen hatte, hatte aufgrund der weiter anhaltenden Proteste gegen das Reformprogramm und die Forderungen für die Freilassung Chomeinis nicht nachgelassen.
Mit dem Rücktritt Alams und dem Amtsantritt des neuen Premierministers Hassan Ali Mansour war die Hoffnung verbunden, dass sich mit einem politischen Neuanfang eine Aussöhnung mit der Geistlichkeit herbeiführen ließe. Am 8. März 1964 sandten die führenden Geistlichen Premierminister Mansour ein Telegramm, in dem sie Freiheit für Chomeini und die Aufhebung aller Gesetze, die gegen den Islam gerichtet seien, forderten.

### Chomeini kommt frei
Der 5. April 1964 sollte die Wende bringen. Premierminister Mansour kündigte in einer Ansprache an, dass man mit der Geistlichkeit Frieden schließen wolle:

„Wir glauben dass die iranische Nation und die iranische Regierung eine Einheit sind, dass meine Regierung eine islamische Regierung ist, und dass der Islam eine der modernsten und besten Religionen der Welt ist. Wir respektieren die Geistlichkeit und ich habe den Auftrag vom Schah erhalten, seine freundschaftlichen Grüße der Geistlichkeit zu übermitteln.“

 Noch am folgenden Tag wurde Chomeini aus dem Hausarrest entlassen und mit einer Polizeieskorte zurück nach Ghom in sein Haus gebracht.
Innenminister Javad Sadr hatte Chomeini aufgesucht und ihm mitgeteilt, dass er aus der Sicht von Schah Mohammad Reza Pahlavi und der Regierung von Premierminister Mansour frei sei.

## Weitere Entwicklung
Der Friede sollte nicht lange anhalten. Chomeini warnte am 26. Oktober 1964 in einer Rede an die Mitglieder der Armee, die Abgeordneten des Parlaments, die Kaufleute des Basars und die Kollegen der Geistlichkeit, dass diese Regierung davon träume, den Iran zu zerstören. Er forderte die Führer aller islamischen Länder auf, den Muslimen des Iran zu Hilfe zu eilen: 

„… Amerika ist die Quelle unserer Probleme. Israel ist die Quelle unserer Probleme. Und Israel ist Amerika. Diese Minister sind alle aus Amerika. Alle sind amerikanische Lakaien. Wenn sie es nicht wären, warum stehen sie nicht auf und protestieren lauthals. Die Gesetze dieses Parlaments sind illegal. Das gesamte Parlament ist illegal. Artikel 2 des Zusatzes zur iranische Verfassung, nach dem eine Gruppe von fünf Mullahs jedem Gesetz zustimmen muss, nachdem sie es daraufhin überprüft haben, dass es mit dem Islam übereinstimmt, wurde nicht beachtet. … Ich bete zu Gott, dass er all diejenigen vernichten möge, die dieses Land, den Islam und den Koran verraten haben.“

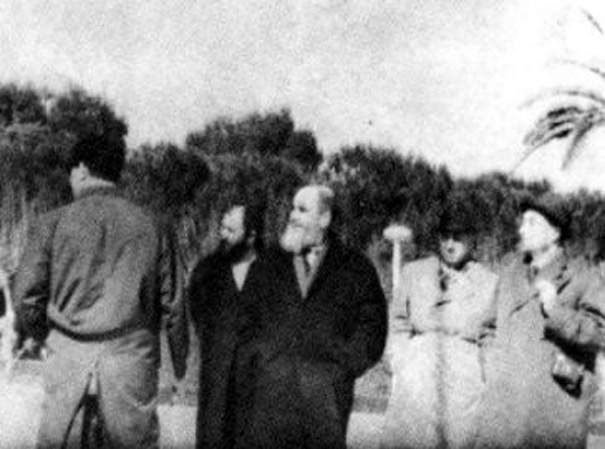
Chomeini nach der Ausweisung in der Türkei (ohne Turban und Aba'a)

Nach dieser Rede wurde Chomeini am 4. November 1964 auf Anweisung Mansours verhaftet und mit einer Militärmaschine ins Exil in die Türkei nach Bursa geflogen. Dort war ihm jede politische Tätigkeit untersagt worden. Ferner war ihm nicht erlaubt worden, seinen Turban und den Aba’a, das traditionelle Gewand eines schiitischen Geistlichen, zu tragen.
Premierminister Hassan Ali Mansour sollte die Entscheidung, Chomeini auszuweisen, das Leben kosten. Am 22. Januar 1965, wenige Tage vor dem ersten Jahrestag der Weißen Revolution, hielt der Wagen von Mansour gegen 10 Uhr vor dem Parlamentsgebäude an. Mansour wollte seine erste Rede zur Lage der Nation vor dem Parlament halten. Er stieg aus seinem Wagen aus. Mohammad Bokharaii, ein Mitglied der Fedajin-e Islam, trat aus der Menge der wartenden Zuschauer auf Mansour zu und schoss drei Mal. Mansour wurde zurück in den Wagen gelegt und zum Krankenhaus gefahren, wo er nach fünf Tagen verstarb.

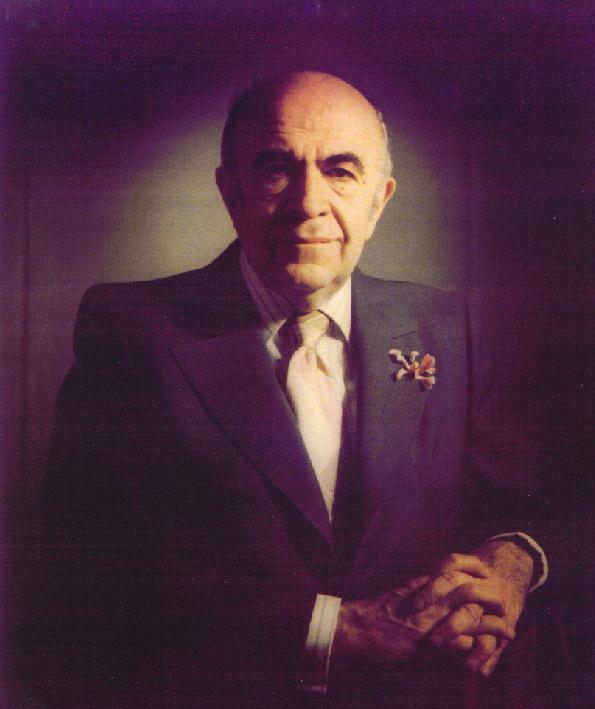
Premierminister Amir Abbas Hoveyda

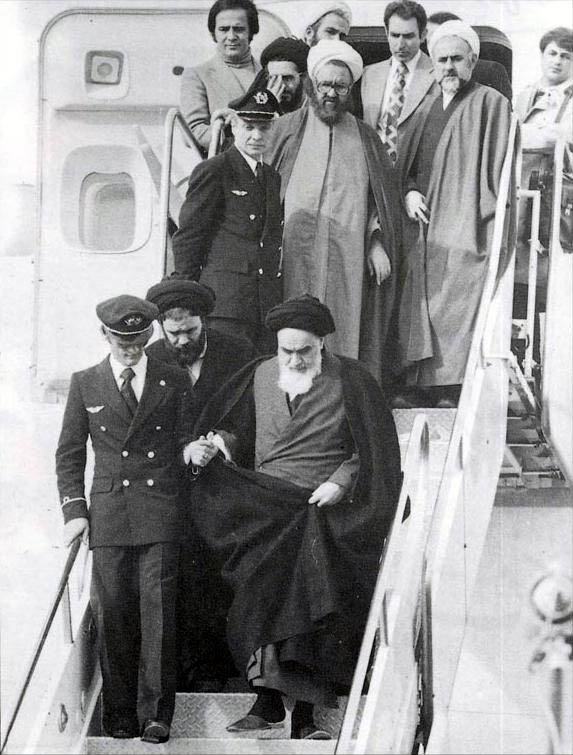
Chomeinis Ankunft am 1. Februar 1979

Schah Mohammad Reza Pahlavi ernannte noch am selben Tag den engen Vertrauten Mansours Amir Abbas Hoveyda bis zu seiner Bestätigung durch das Parlament zum geschäftsführenden Premierminister, um deutlich zu machen, dass er die Reformen der Weißen Revolution unter allen Umständen umsetzen wollte und sich weder von Chomeini noch von dem Rest der Geistlichkeit oder der politischen Opposition davon abbringen lassen würde. Hoveyda, der das Reformprogramm, das die Premierminister Amini, Alam und Mansour begonnen hatten, weiterführte, sollte für die nächsten 13 Jahre Premierminister bis zum 5. August 1977 bleiben.
Noch vor der Rückkehr Chomeinis am 1. Februar 1979 wurde Hoveyda verhaftet. Freunde versuchten Hoveyda zu überreden, zu fliehen, denn die Gefängniswachen waren vor den Revolutionären der Islamischen Revolution geflohen und Hoveyda war frei zu gehen. Doch Hoveyda blieb. Er hatte sich nichts vorzuwerfen und glaubte, vor jedem Gericht bestehen zu können. Er hatte, obwohl ihm als Premierminister eine luxuriöse Dienstvilla zugestanden hätte, sehr bescheiden zusammen mit seiner Mutter in einem kleinen Haus in Darus, einem Stadtteil von Teheran, gelebt und war all die Jahre mit einem dunkelblauen Pekan, mit einer Ausstattung, wie er auch für den Normalbürger verkauft wurde, zum Dienstsitz des Premierministers gefahren. Sein Fahrer saß meist hinten im Fond, da er gerne selbst am Lenkrad saß. Hoveyada war ein Mann des Volkes und fühlte sich daher sicher.
Mehdi Bazargan, der frühere politische Gegner Hoveydas, war am 5. Februar 1979 Premierminister geworden. Von den Anhängern Chomeinis wurde Hoveyda in die Refah-Schule, dem Hauptquartier Chomeinis, gebracht. Am 15. März 1979 kam es dann zu einem ersten Gerichtsverfahren, das nur zwei Stunden dauern sollte. Das Gericht unter der Leitung von Revolutionsrichter Sadegh Khalkali kam nach zwei Stunden zu keinem Urteil und vertagte sich. Am 7. April 1979 kam es dann zu einer weiteren Verhandlung. Dieses Mal war das Urteil nach zwei Stunden gefunden. Hoveyda wurden siebzehn Vergehen zur Last gelegt, darunter die „Zerstörung der Landwirtschaft und der Wälder“. Nur wenige Minuten nachdem Khalkali das Todesurteil verlesen hatte, wurde er in den Schulhof geführt und mit zwei Schüssen angeschossen. Schwer verwundet bat er darum, dass man ihn endlich erschießen möge. Khalkali soll den letzten und tödlichen Schuss selbst abgegeben haben. Andere sagen, dass ein Geistlicher namens Ghaffari Hoveyda getötet habe. Der Leichnam Hoveydas blieb drei Monate lang im Kühlraum der Gerichtsmedizin ein Schaustück der Revolution, bis er schließlich an einem unbekannten Ort anonym bestattet wurde.
Der ehemalige Schah Mohammad Reza Pahlavi, der den Iran am 16. Januar 1979 verlassen hatte, starb am 27. Juli 1980.

## Gedenktag
Der 5. Juni 1963 (nach dem iranischen Kalender: 15. Chordad 1342) wurde von Chomeini und seinen Anhängern als Beginn der Islamischen Revolution gesehen. Mit der Gründung einer Islamischen Republik Iran wurde der 15. Chordad zu einem Gedenktag. Daran erinnert wird, dass die Ereignisse des 15. Chordad 1342 eine politische Bewegung haben entstehen lassen, die nach 16 Jahren Opposition im Januar 1979 zum Sturz des iranischen Schahs Mohammad Reza Pahlavi und zur Errichtung einer Islamischen Republik durch den Ajatollah Ruhollah Chomeini geführt hat. In der Präambel der Verfassung der Islamischen Republik Iran wird der Bedeutung dieses Tages ein ganzer Absatz gewidmet: 

„Der verheerende Protest von Imam Chomeini gegen die amerikanische Verschwörung, bekannt als die Weiße Revolution […].“

Ferner wurde eine Station der U-Bahn von Teheran nach dem 15. Chordad benannt.